# Bernhard Ochmann
Bernhard Ochmann (* 9. Januar 1952) ist ein ehemaliger deutscher Fußballspieler.

## Karriere
In der Saison 1973/74 spielte Ochmann einmal in der Bundesliga gegen Fortuna Düsseldorf (1:4). Er wurde in der 55. Spielminute von Trainer Horst Witzler eingewechselt, es blieb sein einziger Einsatz in der Bundesliga. Essen wechselte den Trainer zu Diethelm Ferner unter dem Ochmann nicht mehr zum Einsatz kam. Im November 1973 wechselte er zum SC Westfalia Herne, in die Regionalliga. Es war das letzte Jahr der zweitklassigen Regionalliga und Ochmann schaffte mit Herne nicht den Sprung in die 2. Bundesliga. Im nächsten Jahr, in der Oberliga schaffte er mit seinen Mitspielern, den Aufstieg, somit spielte er ab der Saison 1975/76 in der 2. Bundesliga, wo er in 114 Spielen 33 Tore für Herne schoss. 1979 ging der Stürmer zu SC Viktoria Köln, wo er in zwei Spielzeiten 71 Spiele absolvierte und 27 Tore erzielte.